# Nauendorf (Wettin-Löbejün)
Nauendorf – dzielnica miasta Wettin-Löbejün w Niemczech, w kraju związkowym Saksonia-Anhalt, w powiecie Saale. Do 31 grudnia 2010 samodzielna gmina, należąca do wspólnoty administracyjnej Saalkreis Nord. Do 1 lipca 2007 gmina należała do powiatu Saal.

## Geografia
Nauendorf leży na północ od Halle (Saale).
W skład dzielnicy wchodzą:
- Kleinmerbitz
- Merbitz
- Priester